# Tyranneutes
Tyranneutes är ett fågelsläkte i familjen manakiner inom ordningen tättingar: Släktet omfattar två arter som förekommer i Amazonområdet:
- Dvärgmanakin (T. stolzmanni)
- Pygmémanakin (T. virescens)